# Seana (Asturias)
Seana (oficialmente, en asturiano, Siana) es una parroquia asturiana del concejo de Mieres, España.
Se ubica en el cuadrante noroccidental del concejo y cuenta con una extensión de 10,53 km² sobre la convergencia de los valles del Caudal y Nicolasa. Linda al norte con Baíña y Rebollada; al sur con Valdecuna y Gallegos; al este con Mieres y La Peña; y al oeste con Loredo y el concejo de Morcín. 
La parroquia comprende los barrios de Barrio Gonzalín, Carretera de Seana, Carricachos, Castañéu, El Disco, Espinedo, Estación, Faidosa, La Fonda, Llano la Tabla, Maricasina, El Norte, Los Pares, Peña del Cuervo, Pradón, Puente la Luisa, La Quinta, Reimeses, Requejado, Ribono, Sueros, El Vescón, Seana, Llano la Cuba, Panizales, El Prau Regueru y La Costona.